# 小行星78433
小行星78433（78433 Gertrudolf）是一颗绕太阳运转的小行星，为主小行星带小行星。该小行星于2002年8月29日发现。
該小行星以發現者塞巴斯蒂安·F·霍尼格的祖母格特魯德·霍尼格（Gertrud Hönig）和祖父魯道夫·霍尼格（Rudolf Hönig）命名。

## 轨道参数
小行星78433的轨道半长轴为2.6323694 UA，离心率为0.029。